# Tour d'Alberta 2016
La 4e édition du Tour d'Alberta a lieu du 1er au 5 septembre 2016. La course fait partie du calendrier UCI America Tour 2016 en catégorie 2.1.

## Présentation

### Équipes
Classés en catégorie 2.1 de l'UCI America Tour, le Tour d'Alberta est par conséquent ouvert aux WorldTeams dans la limite de 50 % des équipes participantes, aux équipes continentales professionnelles, aux équipes continentales et aux équipes nationales.
Treize équipes participent à ce Tour d'Alberta - deux WorldTeams, une équipes continentales professionnelles, neuf équipes continentales et une équipe nationale canadienne :
| WorldTeams (2)- Trek-Segafredo - Cannondale-Drapac Équipe continentale professionnelle- UnitedHealthcare Équipes continentales (9)- Axeon-Hagens Berman - Holowesko-Citadel-Hincapie Sportswear - Amore & Vita-Selle SMP - H&R Block - Jelly Belly-Maxxis - Lupus Racing - Rally Cycling - Silber - Skydive Dubai-Al Ahli Club Équipe nationale- Canada |
| |

## Étapes
Cette édition du Tour d'Alberta est constituée de cinq étapes réparties sur cinq jours pour un total de 606,3 kilomètres à parcourir.
| Étape     | Date    | Villes étapes                  | type                        | Distance (km) | Vainqueur d'étape | Leader du classement général |
| --------- | ------- | ------------------------------ | --------------------------- | ------------- | ----------------- | ---------------------------- |
| 1re étape | 1 sept. | Lethbridge – Lethbridge        | étape vallonnée             | 106,9         | Colin Joyce       | Colin Joyce                  |
| 2e étape  | 2 sept. | Kananaskis Village – Olds      | étape vallonnée             | 182           | Tanner Putt       | Colin Joyce                  |
| 3e étape  | 3 sept. | Rocky Mountain House – Drayton | étape vallonnée             | 181,2         | Evan Huffman      | Evan Huffman                 |
| 4e étape  | 4 sept. | Edmonton – Edmonton            | contre-la-montre individuel | 12,1          | Bauke Mollema     | Robin Carpenter              |
| 5e étape  | 5 sept. | Edmonton – Edmonton            | étape vallonnée             | 124,1         | Francisco Mancebo | Robin Carpenter              |

## Déroulement de la course

### 1reétape
| \| Classement de l'étape \| Classement de l'étape \| Classement de l'étape \| Classement de l'étape \| Classement de l'étape \| \| Coureur \| Coureur \| Pays \| Équipe \| Temps \| \| --------------------- \| --------------------- \| --------------------- \| ------------------------------------- \| --------------------- \| \| 1er \| Colin Joyce \| États-Unis \| Axeon-Hagens Berman \| 2 h 23 min 31 s \| \| 2e \| Alex Howes \| États-Unis \| Cannondale-Drapac \| + 0 s \| \| 3e \| Robin Carpenter \| États-Unis \| Holowesko-Citadel-Hincapie Sportswear \| + 0 s \| \| 4e \| Evan Huffman \| États-Unis \| Rally Cycling \| + 0 s \| \| 5e \| Antoine Duchesne \| Canada \| Direct Énergie \| + 0 s \| |                  |            |                                       |                 |
| |                  |            |                                       |                 |
| |                  |            |                                       |                 |
| Classement de l'étape |                  |            |                                       |                 |
| Coureur | Coureur          | Pays       | Équipe                                | Temps           |
| 1er | Colin Joyce      | États-Unis | Axeon-Hagens Berman                   | 2 h 23 min 31 s |
| 2e | Alex Howes       | États-Unis | Cannondale-Drapac                     | + 0 s           |
| 3e | Robin Carpenter  | États-Unis | Holowesko-Citadel-Hincapie Sportswear | + 0 s           |
| 4e | Evan Huffman     | États-Unis | Rally Cycling                         | + 0 s           |
| 5e | Antoine Duchesne | Canada     | Direct Énergie                        | + 0 s           |

| \| Classement général \| Classement général \| Classement général \| Classement général \| Classement général \| \| Coureur \| Coureur \| Pays \| Équipe \| Temps \| \| ------------------ \| ------------------ \| ------------------ \| ------------------------------------- \| ------------------ \| \| 1er \| Colin Joyce \| États-Unis \| Axeon-Hagens Berman \| 2 h 23 min 18 s \| \| 2e \| Alex Howes \| États-Unis \| Cannondale-Drapac \| + 7 s \| \| 3e \| Robin Carpenter \| États-Unis \| Holowesko-Citadel-Hincapie Sportswear \| + 7 s \| \| 4e \| Evan Huffman \| États-Unis \| Rally Cycling \| + 13 s \| \| 5e \| Antoine Duchesne \| Canada \| Direct Énergie \| + 13 s \| |                  |            |                                       |                 |
| |                  |            |                                       |                 |
| |                  |            |                                       |                 |
| Classement général |                  |            |                                       |                 |
| Coureur | Coureur          | Pays       | Équipe                                | Temps           |
| 1er | Colin Joyce      | États-Unis | Axeon-Hagens Berman                   | 2 h 23 min 18 s |
| 2e | Alex Howes       | États-Unis | Cannondale-Drapac                     | + 7 s           |
| 3e | Robin Carpenter  | États-Unis | Holowesko-Citadel-Hincapie Sportswear | + 7 s           |
| 4e | Evan Huffman     | États-Unis | Rally Cycling                         | + 13 s          |
| 5e | Antoine Duchesne | Canada     | Direct Énergie                        | + 13 s          |

### 2eétape
| \| Classement de l'étape \| Classement de l'étape \| Classement de l'étape \| Classement de l'étape \| Classement de l'étape \| \| Coureur \| Coureur \| Pays \| Équipe \| Temps \| \| --------------------- \| --------------------- \| --------------------- \| --------------------- \| --------------------- \| \| 1er \| Tanner Putt \| États-Unis \| UnitedHealthcare \| 4 h 06 min 46 s \| \| 2e \| Alexis Cartier \| Canada \| \| + 2 s \| \| 3e \| Tyler Williams \| États-Unis \| Axeon-Hagens Berman \| + 10 s \| \| 4e \| Evan Huffman \| États-Unis \| Rally Cycling \| + 13 s \| \| 5e \| Colin Joyce \| États-Unis \| Axeon-Hagens Berman \| + 15 s \| |                |            |                     |                 |
| |                |            |                     |                 |
| |                |            |                     |                 |
| Classement de l'étape |                |            |                     |                 |
| Coureur | Coureur        | Pays       | Équipe              | Temps           |
| 1er | Tanner Putt    | États-Unis | UnitedHealthcare    | 4 h 06 min 46 s |
| 2e | Alexis Cartier | Canada     |                     | + 2 s           |
| 3e | Tyler Williams | États-Unis | Axeon-Hagens Berman | + 10 s          |
| 4e | Evan Huffman   | États-Unis | Rally Cycling       | + 13 s          |
| 5e | Colin Joyce    | États-Unis | Axeon-Hagens Berman | + 15 s          |

| \| Classement général \| Classement général \| Classement général \| Classement général \| Classement général \| \| Coureur \| Coureur \| Pays \| Équipe \| Temps \| \| ------------------ \| ------------------ \| ------------------ \| ------------------------------------- \| ------------------ \| \| 1er \| Colin Joyce \| États-Unis \| Axeon-Hagens Berman \| 6 h 30 min 19 s \| \| 2e \| Alex Howes \| États-Unis \| Cannondale-Drapac \| + 7 s \| \| 3e \| Robin Carpenter \| États-Unis \| Holowesko-Citadel-Hincapie Sportswear \| + 9 s \| \| 4e \| Evan Huffman \| États-Unis \| Rally Cycling \| + 11 s \| \| 5e \| Bauke Mollema \| Pays-Bas \| Trek-Segafredo \| + 15 s \| |                 |            |                                       |                 |
| |                 |            |                                       |                 |
| |                 |            |                                       |                 |
| Classement général |                 |            |                                       |                 |
| Coureur | Coureur         | Pays       | Équipe                                | Temps           |
| 1er | Colin Joyce     | États-Unis | Axeon-Hagens Berman                   | 6 h 30 min 19 s |
| 2e | Alex Howes      | États-Unis | Cannondale-Drapac                     | + 7 s           |
| 3e | Robin Carpenter | États-Unis | Holowesko-Citadel-Hincapie Sportswear | + 9 s           |
| 4e | Evan Huffman    | États-Unis | Rally Cycling                         | + 11 s          |
| 5e | Bauke Mollema   | Pays-Bas   | Trek-Segafredo                        | + 15 s          |

### 3eétape
| \| Classement de l'étape \| Classement de l'étape \| Classement de l'étape \| Classement de l'étape \| Classement de l'étape \| \| Coureur \| Coureur \| Pays \| Équipe \| Temps \| \| --------------------- \| --------------------- \| --------------------- \| ------------------------------------- \| --------------------- \| \| 1er \| Evan Huffman \| États-Unis \| Rally Cycling \| 4 h 04 min 05 s \| \| 2e \| Robin Carpenter \| États-Unis \| Holowesko-Citadel-Hincapie Sportswear \| + 0 s \| \| 3e \| Kris Dahl \| Canada \| Silber Pro Cycling \| + 4 s \| \| 4e \| Bauke Mollema \| Pays-Bas \| Trek-Segafredo \| + 4 s \| \| 5e \| Alexander Cataford \| Canada \| Silber Pro Cycling \| + 7 s \| |                    |            |                                       |                 |
| |                    |            |                                       |                 |
| |                    |            |                                       |                 |
| Classement de l'étape |                    |            |                                       |                 |
| Coureur | Coureur            | Pays       | Équipe                                | Temps           |
| 1er | Evan Huffman       | États-Unis | Rally Cycling                         | 4 h 04 min 05 s |
| 2e | Robin Carpenter    | États-Unis | Holowesko-Citadel-Hincapie Sportswear | + 0 s           |
| 3e | Kris Dahl          | Canada     | Silber Pro Cycling                    | + 4 s           |
| 4e | Bauke Mollema      | Pays-Bas   | Trek-Segafredo                        | + 4 s           |
| 5e | Alexander Cataford | Canada     | Silber Pro Cycling                    | + 7 s           |

| \| Classement général \| Classement général \| Classement général \| Classement général \| Classement général \| \| Coureur \| Coureur \| Pays \| Équipe \| Temps \| \| ------------------ \| ------------------ \| ------------------ \| ------------------------------------- \| ------------------ \| \| 1er \| Evan Huffman \| États-Unis \| Rally Cycling \| 10 h 34 min 25 s \| \| 2e \| Robin Carpenter \| États-Unis \| Holowesko-Citadel-Hincapie Sportswear \| + 2 s \| \| 3e \| Colin Joyce \| États-Unis \| Axeon-Hagens Berman \| + 10 s \| \| 4e \| Alex Howes \| États-Unis \| Cannondale-Drapac \| + 17 s \| \| 5e \| Bauke Mollema \| Pays-Bas \| Trek-Segafredo \| + 18 s \| |                 |            |                                       |                  |
| |                 |            |                                       |                  |
| |                 |            |                                       |                  |
| Classement général |                 |            |                                       |                  |
| Coureur | Coureur         | Pays       | Équipe                                | Temps            |
| 1er | Evan Huffman    | États-Unis | Rally Cycling                         | 10 h 34 min 25 s |
| 2e | Robin Carpenter | États-Unis | Holowesko-Citadel-Hincapie Sportswear | + 2 s            |
| 3e | Colin Joyce     | États-Unis | Axeon-Hagens Berman                   | + 10 s           |
| 4e | Alex Howes      | États-Unis | Cannondale-Drapac                     | + 17 s           |
| 5e | Bauke Mollema   | Pays-Bas   | Trek-Segafredo                        | + 18 s           |

### 4eétape
| \| Classement de l'étape \| Classement de l'étape \| Classement de l'étape \| Classement de l'étape \| Classement de l'étape \| \| Coureur \| Coureur \| Pays \| Équipe \| Temps \| \| --------------------- \| --------------------- \| --------------------- \| ------------------------------------- \| --------------------- \| \| 1er \| Bauke Mollema \| Pays-Bas \| Trek-Segafredo \| 14 min 44 s \| \| 2e \| Andžs Flaksis \| Lettonie \| Holowesko-Citadel-Hincapie Sportswear \| + 9 s \| \| 3e \| Robin Carpenter \| États-Unis \| Holowesko-Citadel-Hincapie Sportswear \| + 16 s \| \| 4e \| Ryder Hesjedal \| Canada \| Trek-Segafredo \| + 19 s \| \| 5e \| Evan Huffman \| États-Unis \| Rally Cycling \| + 24 s \| |                 |            |                                       |             |
| |                 |            |                                       |             |
| |                 |            |                                       |             |
| Classement de l'étape |                 |            |                                       |             |
| Coureur | Coureur         | Pays       | Équipe                                | Temps       |
| 1er | Bauke Mollema   | Pays-Bas   | Trek-Segafredo                        | 14 min 44 s |
| 2e | Andžs Flaksis   | Lettonie   | Holowesko-Citadel-Hincapie Sportswear | + 9 s       |
| 3e | Robin Carpenter | États-Unis | Holowesko-Citadel-Hincapie Sportswear | + 16 s      |
| 4e | Ryder Hesjedal  | Canada     | Trek-Segafredo                        | + 19 s      |
| 5e | Evan Huffman    | États-Unis | Rally Cycling                         | + 24 s      |

| \| Classement général \| Classement général \| Classement général \| Classement général \| Classement général \| \| Coureur \| Coureur \| Pays \| Équipe \| Temps \| \| ------------------ \| ------------------ \| ------------------ \| ------------------------------------- \| ------------------ \| \| 1er \| Robin Carpenter \| États-Unis \| Holowesko-Citadel-Hincapie Sportswear \| 10 h 49 min 26 s \| \| 2e \| Bauke Mollema \| Pays-Bas \| Trek-Segafredo \| + 1 s \| \| 3e \| Evan Huffman \| États-Unis \| Rally Cycling \| + 7 s \| \| 4e \| Colin Joyce \| États-Unis \| Axeon-Hagens Berman \| + 22 s \| \| 5e \| Alexander Cataford \| Canada \| Silber Pro Cycling \| + 32 s \| |                    |            |                                       |                  |
| |                    |            |                                       |                  |
| |                    |            |                                       |                  |
| Classement général |                    |            |                                       |                  |
| Coureur | Coureur            | Pays       | Équipe                                | Temps            |
| 1er | Robin Carpenter    | États-Unis | Holowesko-Citadel-Hincapie Sportswear | 10 h 49 min 26 s |
| 2e | Bauke Mollema      | Pays-Bas   | Trek-Segafredo                        | + 1 s            |
| 3e | Evan Huffman       | États-Unis | Rally Cycling                         | + 7 s            |
| 4e | Colin Joyce        | États-Unis | Axeon-Hagens Berman                   | + 22 s           |
| 5e | Alexander Cataford | Canada     | Silber Pro Cycling                    | + 32 s           |

### 5eétape
| \| Classement de l'étape \| Classement de l'étape \| Classement de l'étape \| Classement de l'étape \| Classement de l'étape \| \| Coureur \| Coureur \| Pays \| Équipe \| Temps \| \| --------------------- \| --------------------- \| --------------------- \| -------------------------- \| --------------------- \| \| 1er \| Francisco Mancebo \| Espagne \| Skydive Dubai-Al Ahli Club \| 2 h 46 min 01 s \| \| 2e \| Kristoffer Skjerping \| Norvège \| Cannondale-Drapac \| + 4 s \| \| 3e \| Colin Joyce \| États-Unis \| Axeon-Hagens Berman \| + 4 s \| \| 4e \| Peter Disera \| Canada \| H&R Block \| + 4 s \| \| 5e \| John Murphy \| États-Unis \| UnitedHealthcare \| + 4 s \| |                      |            |                            |                 |
| |                      |            |                            |                 |
| |                      |            |                            |                 |
| Classement de l'étape |                      |            |                            |                 |
| Coureur | Coureur              | Pays       | Équipe                     | Temps           |
| 1er | Francisco Mancebo    | Espagne    | Skydive Dubai-Al Ahli Club | 2 h 46 min 01 s |
| 2e | Kristoffer Skjerping | Norvège    | Cannondale-Drapac          | + 4 s           |
| 3e | Colin Joyce          | États-Unis | Axeon-Hagens Berman        | + 4 s           |
| 4e | Peter Disera         | Canada     | H&R Block                  | + 4 s           |
| 5e | John Murphy          | États-Unis | UnitedHealthcare           | + 4 s           |

## Classements finals

### Classement général final
| \| Classement général \| Classement général \| Classement général \| Classement général \| Classement général \| \| Coureur \| Coureur \| Pays \| Équipe \| Temps \| \| ------------------ \| ------------------ \| ------------------ \| ------------------------------------- \| ------------------ \| \| 1er \| Robin Carpenter \| États-Unis \| Holowesko-Citadel-Hincapie Sportswear \| 13 h 35 min 31 s \| \| 2e \| Bauke Mollema \| Pays-Bas \| Trek-Segafredo \| + 1 s \| \| 3e \| Evan Huffman \| États-Unis \| Rally Cycling \| + 7 s \| \| 4e \| Colin Joyce \| États-Unis \| Axeon-Hagens Berman \| + 18 s \| \| 5e \| Alexander Cataford \| Canada \| Silber Pro Cycling \| + 32 s \| \| 6e \| Daniel Eaton \| États-Unis \| UnitedHealthcare \| + 35 s \| \| 7e \| Nigel Ellsay \| Canada \| Silber Pro Cycling \| + 52 s \| \| 8e \| Antoine Duchesne \| Canada \| Direct Énergie \| + 53 s \| \| 9e \| Alex Howes \| États-Unis \| Cannondale-Drapac \| + 1 min 01 s \| \| 10e \| Angus Morton \| Australie \| Jelly Belly-Maxxis \| + 1 min 03 s \| |                    |            |                                       |                  |
| |                    |            |                                       |                  |
| Source : ProCyclingStats |                    |            |                                       |                  |
| Classement général |                    |            |                                       |                  |
| Coureur | Coureur            | Pays       | Équipe                                | Temps            |
| 1er | Robin Carpenter    | États-Unis | Holowesko-Citadel-Hincapie Sportswear | 13 h 35 min 31 s |
| 2e | Bauke Mollema      | Pays-Bas   | Trek-Segafredo                        | + 1 s            |
| 3e | Evan Huffman       | États-Unis | Rally Cycling                         | + 7 s            |
| 4e | Colin Joyce        | États-Unis | Axeon-Hagens Berman                   | + 18 s           |
| 5e | Alexander Cataford | Canada     | Silber Pro Cycling                    | + 32 s           |
| 6e | Daniel Eaton       | États-Unis | UnitedHealthcare                      | + 35 s           |
| 7e | Nigel Ellsay       | Canada     | Silber Pro Cycling                    | + 52 s           |
| 8e | Antoine Duchesne   | Canada     | Direct Énergie                        | + 53 s           |
| 9e | Alex Howes         | États-Unis | Cannondale-Drapac                     | + 1 min 01 s     |
| 10e | Angus Morton       | Australie  | Jelly Belly-Maxxis                    | + 1 min 03 s     |

### Classements annexes
| Classement par points | Classement par points | Classement par points | Classement par points                 | Classement par points |
| Coureur               | Coureur               | Pays                  | Équipe                                | Points                |
| --------------------- | --------------------- | --------------------- | ------------------------------------- | --------------------- |
| 1er                   | Colin Joyce           | États-Unis            | Axeon-Hagens Berman                   | 36 pts                |
| 2e                    | Evan Huffman          | États-Unis            | Rally Cycling                         | 29 pts                |
| 3e                    | Robin Carpenter       | États-Unis            | Holowesko-Citadel-Hincapie Sportswear | 28 pts                |

| Classement par points | Classement par points | Classement par points | Classement par points                 | Classement par points |
| Coureur               | Coureur               | Pays                  | Équipe                                | Points                |
| --------------------- | --------------------- | --------------------- | ------------------------------------- | --------------------- |
| 1er                   | Colin Joyce           | États-Unis            | Axeon-Hagens Berman                   | 36 pts                |
| 2e                    | Evan Huffman          | États-Unis            | Rally Cycling                         | 29 pts                |
| 3e                    | Robin Carpenter       | États-Unis            | Holowesko-Citadel-Hincapie Sportswear | 28 pts                |

| Classement de la montagne | Classement de la montagne | Classement de la montagne | Classement de la montagne | Classement de la montagne |
| Coureur                   | Coureur                   | Pays                      | Équipe                    | Points                    |
| ------------------------- | ------------------------- | ------------------------- | ------------------------- | ------------------------- |
| 1er                       | Danilo Celano             | Italie                    | Amore & Vita-Selle SMP    | 72 pts                    |
| 2e                        | Matthieu Jeannès          | France                    | Lupus Racing              | 57 pts                    |
| 3e                        | Peter Stetina             | États-Unis                | Trek-Segafredo            | 32 pts                    |

| Classement de la montagne | Classement de la montagne | Classement de la montagne | Classement de la montagne | Classement de la montagne |
| Coureur                   | Coureur                   | Pays                      | Équipe                    | Points                    |
| ------------------------- | ------------------------- | ------------------------- | ------------------------- | ------------------------- |
| 1er                       | Danilo Celano             | Italie                    | Amore & Vita-Selle SMP    | 72 pts                    |
| 2e                        | Matthieu Jeannès          | France                    | Lupus Racing              | 57 pts                    |
| 3e                        | Peter Stetina             | États-Unis                | Trek-Segafredo            | 32 pts                    |

| Classement du meilleur jeune | Classement du meilleur jeune | Classement du meilleur jeune | Classement du meilleur jeune | Classement du meilleur jeune |
| Coureur                      | Coureur                      | Pays                         | Équipe                       | Temps                        |
| ---------------------------- | ---------------------------- | ---------------------------- | ---------------------------- | ---------------------------- |
| 1er                          | Colin Joyce                  | États-Unis                   | Axeon-Hagens Berman          | 13 h 35 min 49 s             |
| 2e                           | Nigel Ellsay                 | Canada                       | Silber Pro Cycling           | + 34 s                       |
| 3e                           | Tyler Williams               | États-Unis                   | Axeon-Hagens Berman          | + 2 min 03 s                 |

| Classement du meilleur jeune | Classement du meilleur jeune | Classement du meilleur jeune | Classement du meilleur jeune | Classement du meilleur jeune |
| Coureur                      | Coureur                      | Pays                         | Équipe                       | Temps                        |
| ---------------------------- | ---------------------------- | ---------------------------- | ---------------------------- | ---------------------------- |
| 1er                          | Colin Joyce                  | États-Unis                   | Axeon-Hagens Berman          | 13 h 35 min 49 s             |
| 2e                           | Nigel Ellsay                 | Canada                       | Silber Pro Cycling           | + 34 s                       |
| 3e                           | Tyler Williams               | États-Unis                   | Axeon-Hagens Berman          | + 2 min 03 s                 |

| Classement par équipes | Classement par équipes                | Classement par équipes | Classement par équipes |
| Équipe                 | Équipe                                | Pays                   | Temps                  |
| ---------------------- | ------------------------------------- | ---------------------- | ---------------------- |
| 1re                    | Silber                                | Canada                 | 40 h 50 min 44 s       |
| 2e                     | Holowesko-Citadel-Hincapie Sportswear | États-Unis             | + 1 min 01 s           |
| 3e                     | Trek-Segafredo                        | États-Unis             | + 1 min 16 s           |

| Classement par équipes | Classement par équipes                | Classement par équipes | Classement par équipes |
| Équipe                 | Équipe                                | Pays                   | Temps                  |
| ---------------------- | ------------------------------------- | ---------------------- | ---------------------- |
| 1re                    | Silber                                | Canada                 | 40 h 50 min 44 s       |
| 2e                     | Holowesko-Citadel-Hincapie Sportswear | États-Unis             | + 1 min 01 s           |
| 3e                     | Trek-Segafredo                        | États-Unis             | + 1 min 16 s           |

## Évolution des classements
| Étape              | Vainqueur         | Classement général | Classement par points | Classement du meilleur grimpeur | Classement du meilleur jeune | Classement par équipes |
| ------------------ | ----------------- | ------------------ | --------------------- | ------------------------------- | ---------------------------- | ---------------------- |
| 1                  | Colin Joyce       | Colin Joyce        | Colin Joyce           | Danilo Celano                   | Colin Joyce                  | Équipe cycliste Silber |
| 2                  | Tanner Putt       | Colin Joyce        | Colin Joyce           | Danilo Celano                   | Colin Joyce                  | Équipe cycliste Silber |
| 3                  | Evan Huffman      | Evan Huffman       | Evan Huffman          | Danilo Celano                   | Colin Joyce                  | Équipe cycliste Silber |
| 4                  | Bauke Mollema     | Robin Carpenter    | Evan Huffman          | Danilo Celano                   | Colin Joyce                  | Équipe cycliste Silber |
| 5                  | Francisco Mancebo | Robin Carpenter    |                       |                                 |                              |                        |
| Classements finals |                   |                    |                       |                                 |                              |                        |